# Joan Gili
Joan Gili i Serra (Barcelona, 1907 -Londres, 6 de mayo de 1998) fue un librero, editor, traductor y anticuario catalán, padre del cineasta Jonathan Gili (1943 - 2004) y sobrino del editor Gustavo Gili.

## Biografía
Su padre, Lluis Gili, creó una editorial religiosa en la que también publicó un libro de cocina, Sabores, escrito por su esposa, la madre de Gili, que se convirtió rápidamente en un gran éxito de ventas. Mientras trabajaba en la editorial de su padre se interesó por la literatura inglesa y escribió artículos sobre este tema en el diario La Publicitat. En 1933 fue invitado a visitar Inglaterra y le encantó el clima de libertad del país, de forma que en 1934 volvió para establecerse en Londres abriendo la Librería Dolphin al lado de Charing Cross Road. Era una librería especializada en libros y manuscritos españoles y latinoamericanos. Algunos de los manuscritos de historia de España y de Cataluña que Gili coleccionaba se encuentran en la actualidad en la biblioteca Houghton de Harvard. Comenzó asimismo una labor editorial desde 1938, publicando principalmente libros de texto, estudios de literatura y traducciones de Miguel de Unamuno, Luis Cernuda, Juan Ramón Jiménez y Pablo Neruda. En 1939, junto con Stephen Spender, tradujo una antología de poemas de Federico García Lorca, una de las primeras en divulgar su obra en el mundo anglosajón. En los años cincuenta la editorial Penguin le encargó traducciones en prosa de los poemas de Lorca y su edición bilingüe ejerció una gran influencia en varias generaciones de poetas y alumnos.
Gili también se interesó mucho por la lengua catalana perseguida por el Franquismo. En 1943 escribió una Introducción a la Gramática Catalana que tardó muchos años en ser publicada y realizó traducciones de poetas catalanes. De Carles Riba tradujo al inglés: Poems (1964), Tankas of the Four Seasons (1991), Savage Heart (1993), Bierville Elegies (1995); de Salvador Espriu: Forms and Words (1980) y de Josep Carner: Poems, traducidos por Pearse Hutchison y Nabí (1996-98). Fue uno de los miembros fundadores de la Sociedad Anglo-Catalana que, posteriormente, presidió. Durante la II Guerra Mundial, trasladó su librería a Oxford, aumentándola a dos plantas, en un edificio que había pertenecido al pintor James McNeill Whistler. En 1948 se nacionalizó inglés y, aunque oficialmente su nombre de pila pasó a ser John, sus amigos y allegados siguieron llamándole Joan. Su función como oficioso "Cónsul de Cataluña en Reino Unido", le valió recibir la Cruz de Sant Jordi y el título de caballero de la Orden de Isabel la Católica del Gobierno de España. También recibió un título honorífico de la Universidad de Oxford que lo llenó de orgullo y satisfacción. Gili trabajó hasta el final de sus días. Se casó en 1938 con Elizabeth MacPherson. Tradujo también al inglés la obra de cocina de su madre.